# Comuna Zemleanka, Hluhiv
Zemleanka (în ucraineană Землянка) este o comună în raionul Hluhiv, regiunea Sumî, Ucraina, formată din satele Huta, Kușkîne și Zemleanka (reședința).

## Demografie
Componența lingvistică a comunei Zemleanka
     Ucraineană (97,56%)
     Rusă (2,44%)
Conform recensământului din 2001, majoritatea populației comunei Zemleanka era vorbitoare de ucraineană (97,56%), existând în minoritate și vorbitori de rusă (2,44%).